# Stowarzyszenie „Wspólnota Polska”
Stowarzyszenie „Wspólnota Polska” – organizacja pozarządowa, której celem jest umacnianie więzi z Polską osób polskiego pochodzenia i Polaków zamieszkałych za granicą.

## Działalność
Została powołana w lutym 1990 z inicjatywy marszałka Senatu, prof. Andrzeja Stelmachowskiego, który był jej prezesem do 11 maja 2008. Zastąpił go Maciej Płażyński. Prof. Andrzej Stelmachowski został Prezesem Honorowym Stowarzyszenia.
„Wspólnota Polska” ma oddziały w kilkunastu większych miastach Polski. Prowadzi także kilka Domów Polonii, między innymi w Krakowie i w Pułtusku.
Statutowymi celami Stowarzyszenia są:
1. inspirowanie, wspomaganie i prowadzenie wszechstronnej współpracy Polonii oraz Polaków z zagranicy z Ojczyzną w dziedzinach: oświaty, nauki, kultury, religii, gospodarki, turystyki i sportu;
2. propagowanie, wspieranie i prowadzenie nauczania języka polskiego oraz podtrzymywania jego znajomości wśród Polonii i Polaków mieszkających za granicą;
3. upowszechnianie w środowiskach polonijnych wiedzy o kulturze polskiej i współczesnych zjawiskach w życiu społecznym, gospodarczym i politycznym kraju;
4. pogłębianie w Polsce wiedzy o Polonii i emigracji;
5. działanie na rzecz polskiego dziedzictwa kulturowego poza granicami kraju;
6. pomoc w zapewnieniu opieki duszpasterskiej w języku polskim;
7. wspieranie dążeń emigracji i środowisk polonijnych do umacniania swych pozycji społeczno-ekonomicznych w krajach osiedlenia;
8. obrona praw polskiej mniejszości narodowej.

Realizuje je między innymi poprzez programy:
1. pomocy oświatowej dla wszystkich poziomów nauczania języka polskiego poza granicami kraju
2. wspierania polskiej kultury poza granicami kraju
3. wspierania organizacji polskich i polonijnych za granicą
4. pomocy charytatywnej – pomoc dla polskich środowisk na Wschodzie
5. wspierania aktywności zawodowej i gospodarczej w środowiskach polonijnych
6. rozwoju organizacji młodzieżowych, harcerstwa oraz sportu polonijnego
7. promocji spraw polonijnych

Najwyższym odznaczeniem Stowarzyszenia „Wspólnota Polska” jest Wawrzyn Polonijny.
Z inicjatywy Stowarzyszenia „Wspólnota Polska” została ustanowiona nagroda im. Grażyny Langowskiej, skierowana do nauczycieli i wychowawców oraz instytucji i środowisk edukacyjnych. Nagroda przyznawana jest w trzech kategoriach:
- dla nauczyciela, wychowawcy, działającego w epoce „Solidarności” – fundator: Instytut Dziedzictwa Myśli Narodowej im. Romana Dmowskiego i Ignacego Jana Paderewskiego, w tej kategorii również pośmiertnie[4]
- dla nauczyciela szkoły polonijnej – fundator: Stowarzyszenie „Wspólnota Polska”
- dla nauczyciela, wychowawcy, instruktora i opiekuna za krzewienie postawy patriotycznej w młodym pokoleniu – fundator: Instytut Pamięci Narodowej

Celem nagrody jest docenienie pracy nauczycieli i wychowawców oraz stowarzyszeń i innych instytucji edukacyjnych, którzy w duchu patriotycznym, idąc pod prąd współczesnym czasom i tendencjom,
wychowują kolejne pokolenia młodzieży.
Nagroda im. Grażyny Langowskiej została wręczona po raz pierwszy 25 października 2021 r. w Olsztynie. Nagrodę otrzymali:
- Adam Błaszkiewicz, założyciel i długoletni dyrektor Gimnazjum im. Jana Pawła II w Wilnie – laureat nagrody przyznanej przez Stowarzyszenie „Wspólnota Polska”,
- Adam Lichota, nauczyciel w Zespole Szkół Technicznych nr 2 w Chorzowie – laureat nagrody przyznanej przez Instytut Pamięci Narodowej,
- Ireneusz i Cecylia Gugulscy, nauczyciele z Warszawy – laureaci (Ireneusz pośmiertnie) nagrody przyznanej przez Instytut Dziedzictwa Myśli Narodowej im. Romana Dmowskiego i Ignacego Jana Paderewskiego

## Prezesi
- luty 1990 – 11 maja 2008 Andrzej Stelmachowski
- 11 maja 2008 – 10 kwietnia 2010 Maciej Płażyński
- 9 maja 2010 – 13 czerwca 2010 Halina Rozpondek (p.o.)[6]
- 13 czerwca 2010 – 30 grudnia 2016 – Longin Komołowski[7]
- 1 lutego 2017 – 4 marca 2017 Hanna Gałązka (p.o.)
- od 4 marca 2017 Dariusz Piotr Bonisławski

## Wyróżnienia
- Nagroda „Polonicus” (2014)[8]
- Odznaka Honorowa za Zasługi dla Polonii i Polaków za Granicą (2023)[9]